# Rhasus

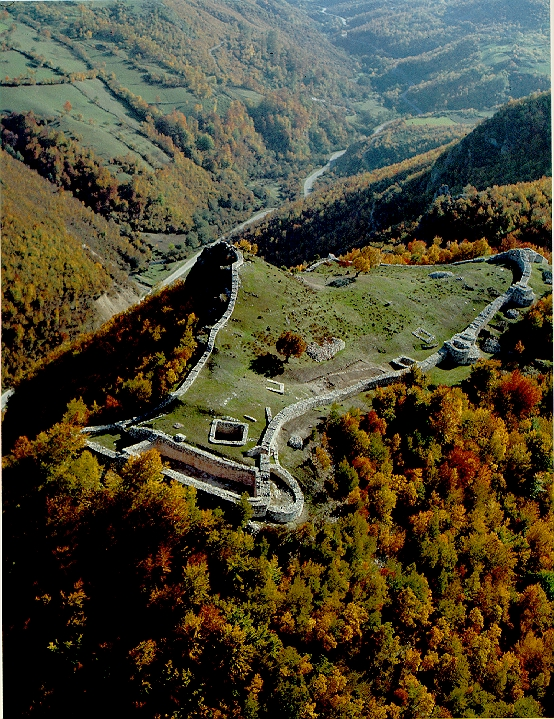
Ruiny rzymskiego miasta Rhasus

Rhasus (łac. Dioecesis Rhasensis) – stolica historycznej diecezji na Bałkanach istniejącej w czasach rzymskich.
Współcześnie ruiny miasta Rhasus znajdują się w pobliżu miejscowości Stari Ras w Serbii. Obecnie katolickie biskupstwo tytularne ustanowione w 1933 przez papieża Piusa XI.

## Biskupi tytularni
| Lp. | Biskup                           | Funkcja                                | Od                | Do                   |
| --- | -------------------------------- | -------------------------------------- | ----------------- | -------------------- |
| 1   | Francesco Solano Muente y Campos | emerytowany biskup Ayacucho (Peru)     | 21 lipca 1939     | 7 sierpnia 1951      |
| 2   | Thomas Kiely Gorman              | biskup koadiutor Dallas (USA)          | 8 lutego 1952     | 19 sierpnia 1954     |
| 3   | John Anthony Donovan             | biskup pomocniczy Detroit (USA)        | 6 września 1954   | 25 lutego 1967       |
| 4   | Octavio Nicolás Derisi           | biskup pomocniczy La Platy (Argentyna) | 16 listopada 1970 | 22 października 2002 |
| 5   | Braulio Sáez Garcia              | biskup pomocniczy Santa Cruz (Boliwia) | 11 września 2003  |                      |